# デイヴィッド・ウェクスラー
デイヴィッド・ウェクスラー（David Wechsler, 1896年1月12日 - 1981年5月2日）は、ルーマニア生まれのユダヤ系アメリカの心理学者。医療、福祉、教育など幅広い分野で活用されている診断的知能検査の開発者として名高い。主なものに児童向けウェクスラー式知能検査（WISC）、ウェクスラー成人知能検査（WAIS）、就学前ウェクスラー式知能検査（WPPSI）がある。
ルーマニア、ヤシ県のレスペズィ村にてユダヤ系の家庭に生まれ、幼時に一家でアメリカに渡る。ニューヨーク市立大学を卒業後、コロンビア大学のエドワード・リー・ソーンダイクやジェームズ・キャッテルに師事し、1917年に修士号を、1925年に博士号を取得。第一次世界大戦中は米国陸軍と共に、被徴兵者を選抜するための心理検査の開発に従事した後、ロンドン大学のチャールズ・スピアマンとカール・ピアソンのもとで研究生活を送った。
5年間の開業生活といくつもの施設を渡り歩いての勤務生活を経て、1932年から1967年までベルヴュー精神病院に主任心理学者として勤務。傍ら、1933年からニューヨーク大学附属病院に勤務。1981年に死去したが、WISC、WAIS、WPPSIなど、ウェクスラーが中心となって開発した心理検査の数々は生前すでに高く評価されていた。
著書に『教育心理学』などがある。